# 浜劇

1963年12月26日付け『中部新報』の映画上映作品案内。碧南浜劇のイラストが見える

浜劇（はまげき）は、愛知県碧南市山神町の衣浦温泉街にあった映画館。1958年（昭和33年）に開館し、1962年（昭和37年）に閉館した。

## 歴史

### 前史
太平洋戦争中の1944年（昭和19年）には、碧海郡明治村東端地区の明治航空基地の将校をもてなすために、約5km西の碧海郡新川町に特殊飲食店街が設置された。当時は知多湾（衣浦湾）岸の埋立が進んでおらず、この地域は沖見園海水浴場に面していた。終戦後にはパチンコや麻雀などの娯楽施設も立地し、この地域は花柳街（歓楽街）として発展した。1956年（昭和31年）に売春防止法が制定される前、1954年（昭和29年）には温泉街（衣浦温泉）への転換を図り、同年に開業した料理旅館吉文を皮切りに、最盛期の1957年（昭和32年）には10軒もの旅館が営業していた。

### 開館
1958年（昭和33年）には愛知県道50号名古屋碧南線から西側に入った場所に映画館の浜劇が開館。浜劇は平屋建であり、270席の座席を有していた。日本の映画館数がピークを迎えたのは1960年（昭和35年）であり、この年の碧南市には浜劇、新盛座、新川キネマ、寿々喜座、三栄座の5館が存在した。

### 閉館
日本の映画館客数は1958年を境に減少に転じており、開館から5年後の1962年（昭和37年）には閉館した。1961年（昭和36年）には新盛座が、1963年（昭和38年）には寿々喜座が閉館しており、最盛期の旧新川町域に3館あった映画館は1960年代半ばには姿を消している。ただし、『全国映画館録』の各年版には1970年代初頭まで浜劇の名前が掲載されている。

## かつて碧南市にあった映画館
| 画像 | 館名       | 所在地         | 営業年        |
| ---- | ---------- | -------------- | ------------- |
|      | 新盛座     | 旧碧海郡新川町 | 1887年-1961年 |
|      | 寿々喜座   | 旧碧海郡大浜町 | 1879年-1963年 |
|      | 浜劇       | 旧碧海郡新川町 | 1958年-1962年 |
|      | 三栄座     | 旧碧海郡棚尾町 | 1897年-1978年 |
|      | 新川キネマ | 旧碧海郡新川町 | 1929年-1978年 |